# ديزي ريدجلي (لاعبة ألعاب قوى)
ديزي فلورنس ريدجلي المعروفة لاحقًا باسم بيل ، والمولودة في 9 يناير 1909 هي لاعبة ألعاب قوى إنجليزية في سباقات المضمار والميدان شاركت في دورة الألعاب العالمية للسيدات عام 1930.

## السيرة الذاتية
وُلدت ديزي فلورنس ريدجلي في إسيكس. نافست ديزي عندما بدأت ألعاب القوى بشكل أساسي في سباق 200 متر، ولكنها شاركت أيضًا في سباق 100 متر. وبدأت في عام 1923 الدراسة في مدرسة مقاطعة إدمونتون، والتي تقع الآن في منطقة إنفيلد بلندن في شمال لندن.
حضرت ديزي دورة الألعاب الأولمبية الصيفية لعام 1928في أمستردام، ولكن لم يكن هناك حدث 200 متر للسيدات.
شاركت ديزي في دورة الألعاب العالمية للسيدات عام 1930 في براغ إلى جانب إثيل سكوت وإيلين هيسكوك وآيفي ووكر، في فريق التتابع البريطاني 4 × 100 متر الذي فاز بالميدالية الفضية.
وفازت في عام 1931 بالميدالية الفضية في أولمبياد جريس في فلورنسا في سباق 100 متر.
تزوجت في عام 1938من ريجنالد بيل في إدمونتون بميدلسكس. كانت ديزي وفقًا لسجل إنجلترا وويلز لعام 1939 في ذلك الوقت معلمة فنون في ويمبلي.